# Oddział partyzancki „Pirata”
Oddział partyzancki „Pirata” – polski oddział partyzancki, działający wiosną 1945 w okolicy Birczy, Huty Brzuskiej, Krasiczyna na Pogórzu Przemyskim.

## Historia
Oddział został utworzony na bazie placówki Armii Krajowej Krasiczyn (Placówka nr 4, obejmowała również Krzywczę i Reczpol), liczył około 70 osób, przeznaczony do walki z Ukraińską Powstańczą Armią, brał również udział w akcjach przeciw ukraińskiej ludności cywilnej. Dowodził nim dezerter z LWP porucznik Ryszard Kraszek (Ilwiński) „Pirat”. Oddział został rozwiązany w lipcu 1945.
Przynależność organizacyjna oddziału nie została wyjaśniona, najczęściej bywa utożsamiany z Narodową Organizacją Wojskową, podaje się również Ruch Oporu Armii Krajowej lub Narodowe Siły Zbrojne.

## Literatura
- Artur Brożyniak: Uwagi o pracy Służby Bezpieczeństwa Organizacji Ukraińskich Nacjonalistów w świetle sprawozdania referenta I okręgu OUN za maj–czerwiec 1945 roku. Pamięć i Sprawiedliwość nr 1 (9)/2006
- Jan Pisuliński: Konflikt polsko-ukraiński w powiecie przemyskim zimą i wiosną 1945 roku i udział w nim grupy Romana Kisiela Sępa. Pamięć i Sprawiedliwość nr 2 (2005)